# クコ属
クコ属（クコぞく、学名：Lycium ）はナス科の属の一つ。

## 特徴
低木で、落葉性または常緑性。茎にはしばしば葉のわきに枝が変形した刺がある。葉は互生し、全縁で、葉質はやわらかい紙質または肉質になる。花は短枝の先につく短い花序軸に1-数個つく。萼は広鐘形になり、先は5裂する。花冠は漏斗状になり、先は5裂して広く開く。雄蕊は5本あり、細い花糸の先の葯は2室で縦に裂ける。子房は2室で多数の胚珠がつき、花柱は線状で先端はふくらむ。果実は球状または楕円形の液果になる。
世界の亜熱帯から温帯に広く分布し、アルゼンチンなど南アメリカに多い。約100種知られ、日本には2種分布する。

## 種

### 日本に分布する種
- クコ Lycium chinense Mill. - 日本の北海道・本州・四国・九州・琉球、朝鮮半島、中国大陸、台湾に分布する[2]。
- アツバクコ（ハマクコ） Lycium sandwicense A.Gray - 小笠原の父島列島・母島列島・聟島列島、沖縄の北大東島・南大東島、ハワイ諸島に分布する[4]。